# Église Saint-Germain de La Celle-Condé
L'église Saint-Germain de La Celle-Condé est une église située sur le territoire de la commune de La Celle-Condé, dans le département du Cher, en région Centre-Val de Loire. Elle est propriété de la commune, et dépend de la paroisse est Sainte-Jeanne de France, à Lignières.

## Description
L'église se compose d'une nef à vaisseau unique, prolongée par un chœur à chevet plat. Le clocher est en façade avec un toit octogonal. Le chœur et la nef sont couverts d'une charpente lambrissée à berceau brisé. Cet édifice de dimensions modestes présente l'intérêt de conserver sur les murs nord et sud de la nef, ainsi que sur l'arc d'entrée du chœur, des peintures murales encore en partie recouvertes par un badigeon. Sur le mur nord, on distingue une série de cinq ou six scènes peintes au XIIe siècle, parmi lesquelles la lutte d'un saint personnage contre le Diable ou la guérison d'un démoniaque, un ensemble de trois anges, la Rencontre sur le chemin d'Emmaüs suivie du Repas d'Emmaüs. L'arc diaphragme porte les vestiges d'une Crucifixion qui appartient à la même campagne. Toujours sur le mur nord de la nef, à l'ouest de cet ensemble, est peinte la figuration d'un couple de gisants dont les âmes sont conduites au cieux par des anges et qu'accompagnait vraisemblablement une épitaphe, mentionnant le paradis. Ce dernier décor a été réalisé à la fin du XIIIe siècle ou au début du XIVe siècle.

## Historique
La construction de l'église date de la première moitié du XIIIe siècle. En 1229, l'église est mentionnée comme placée sous le patronage de l'abbaye bénédictine de Massay, et était le siège d'un prieuré. Le chœur, le chevet et une chapelle au nord semblent avoir été construits au XVe siècle. La chapelle est de hauteur modeste voutée d'un berceau en plein cintre. François Deshoulières émet l'hypothèse que cette chapelle a pu être la souche d'un clocher primitif. La communication entre de la chapelle et la nef a entraîné la réalisation de deux ouvertures de communication en demi-cercle qui ont détruit les peintures murales qui s'y trouvaient. Pendant les guerres de religion, l'église est ruinée, puis elle est reconstruite en partie au XVIIe siècle.
En 2004, le clocher et la toiture de la nef sont détruits dans un incendie dû à un défaut d'alimentation électrique. Ils sont restaurés, avec un lambris neuf pour la nef, en 2007.

## Photos

Intérieur de l'église
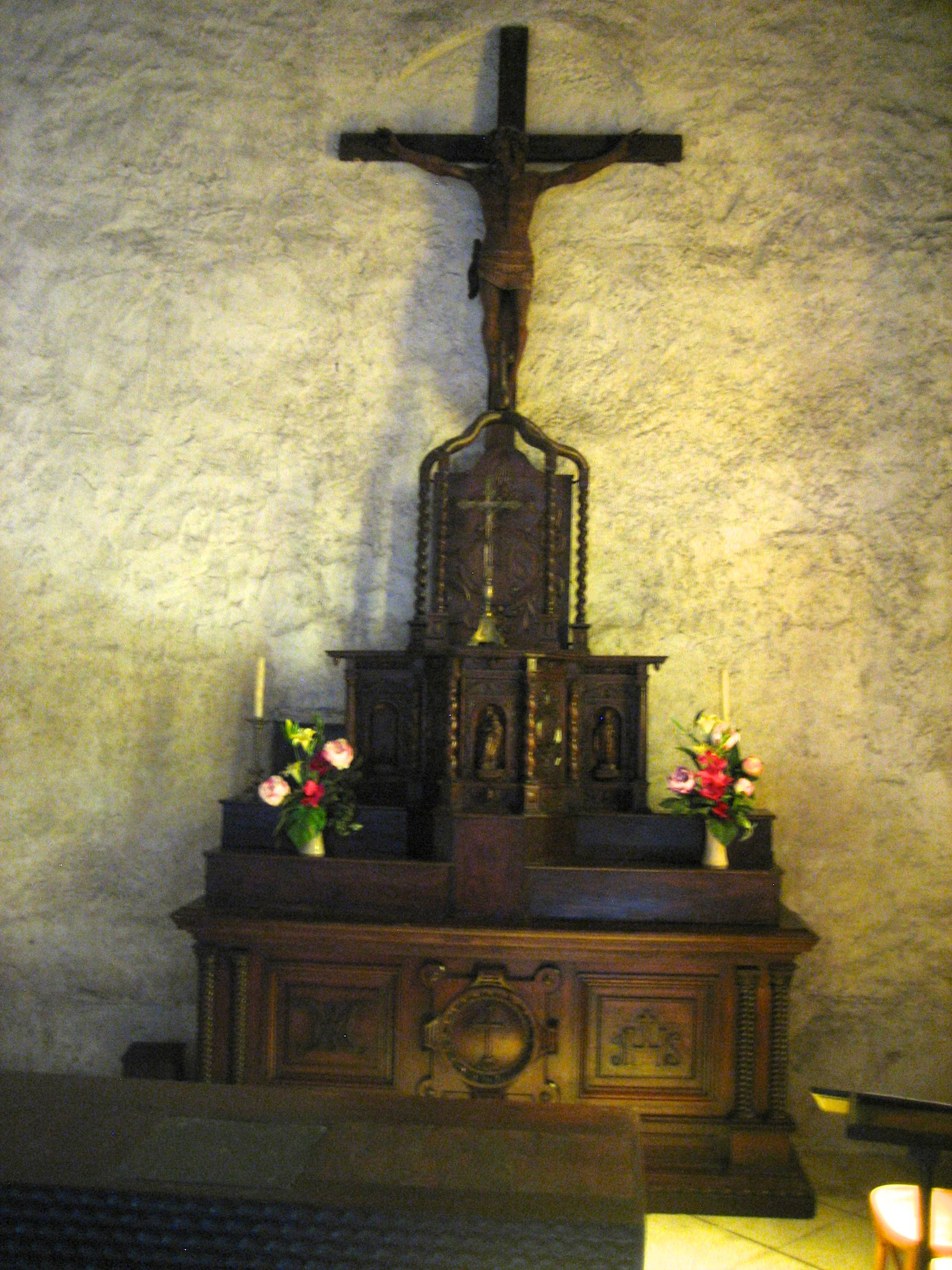
Autel.
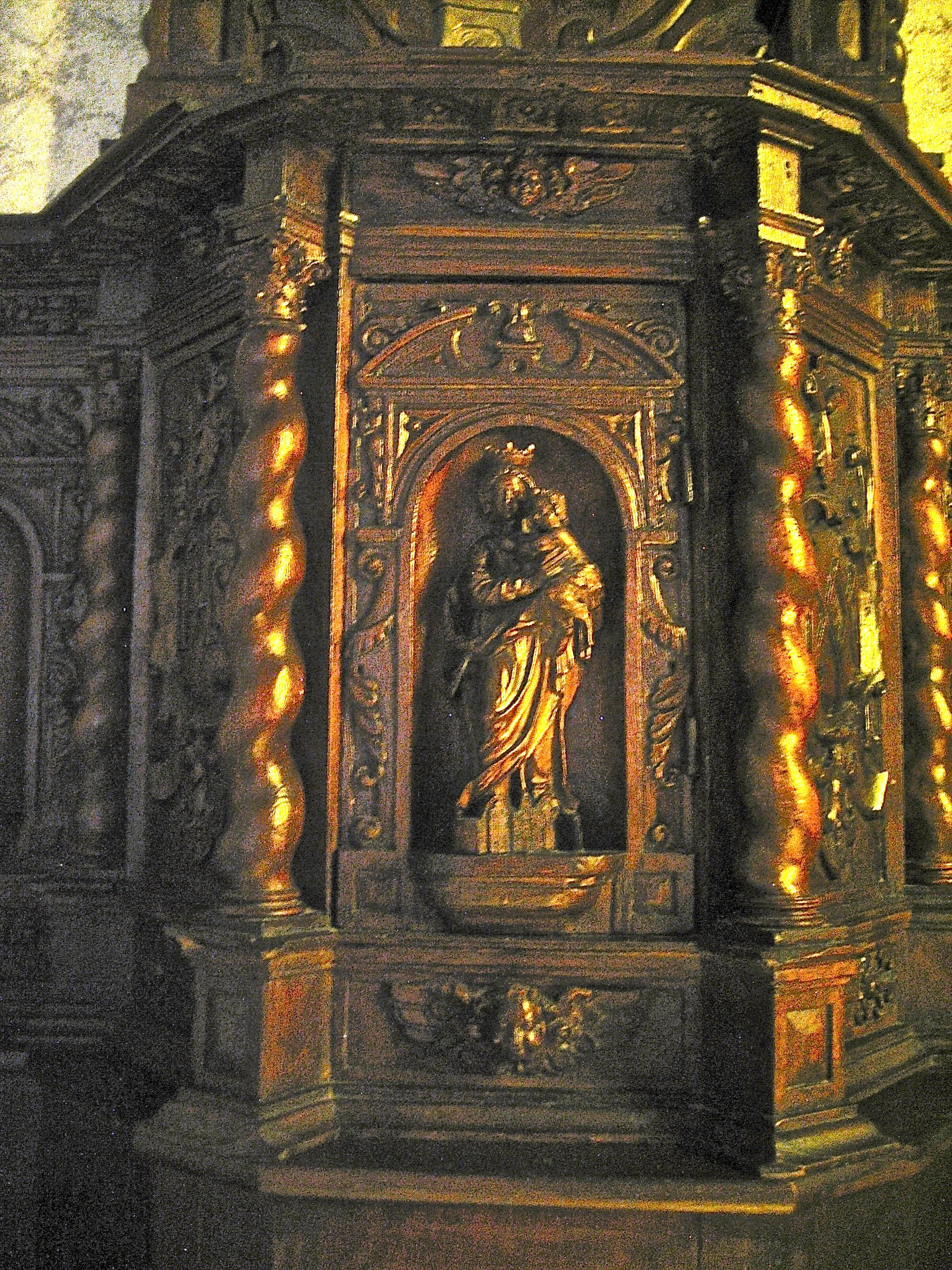
Détail de l'autel. Vierge à l'enfant.
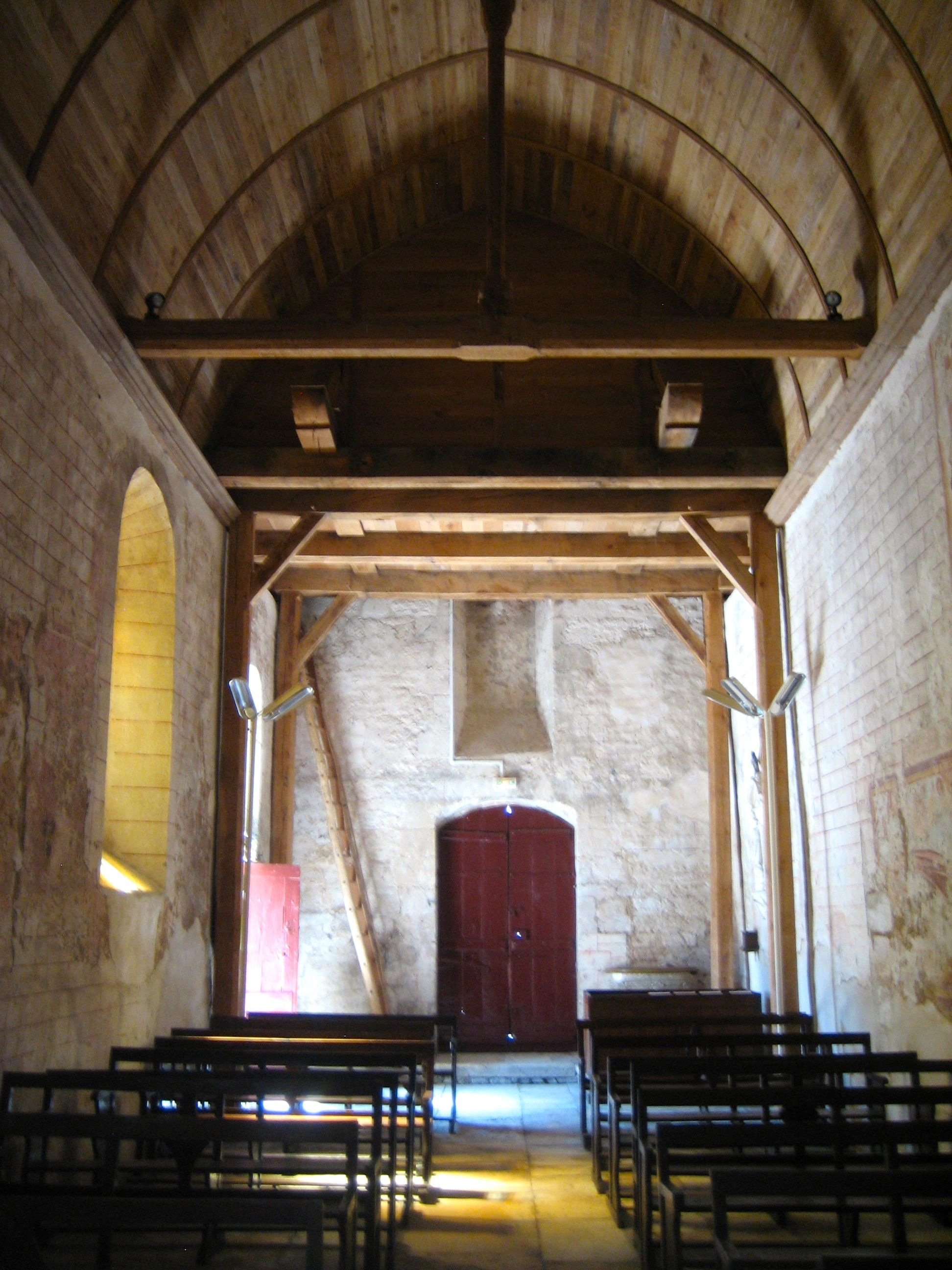
Narthex, avec la charpente du nouveau soubassement du clocher.
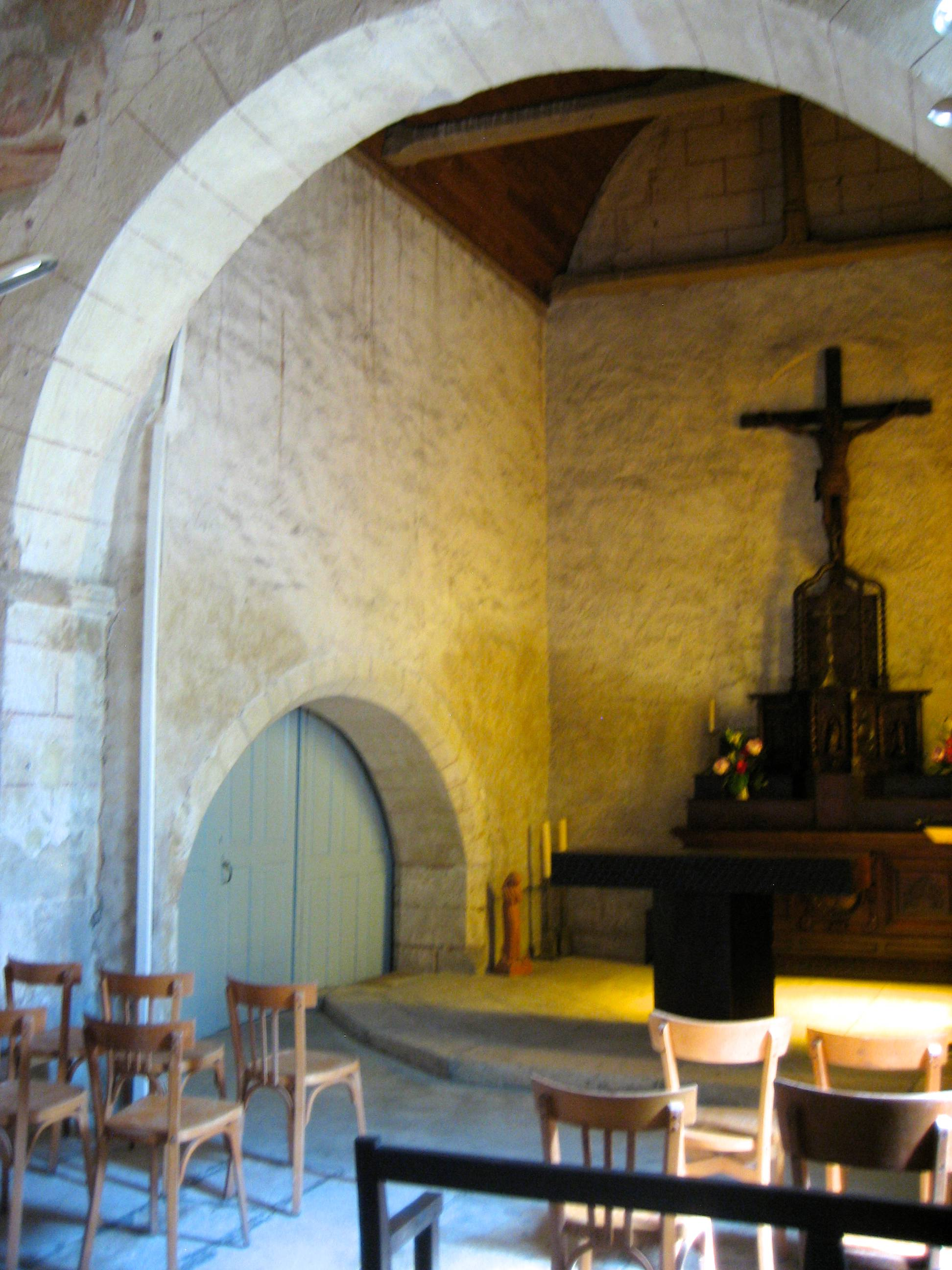
Chœur (partie gauche). Voûte de communication avec la deuxième partie de la chapelle nord. Elle sert de sacristie.

Peintures murales
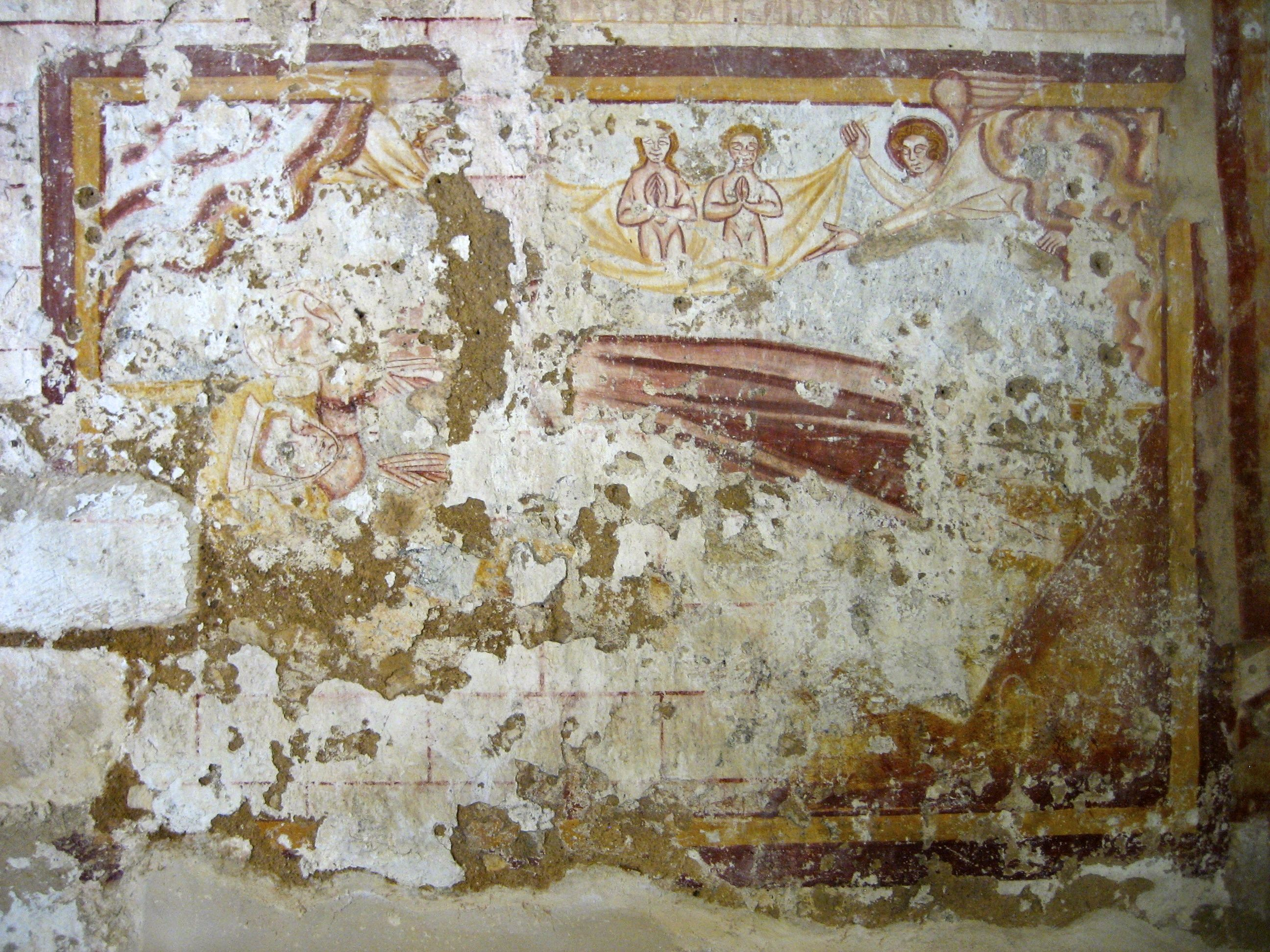
Deux gisants avec leurs âmes.
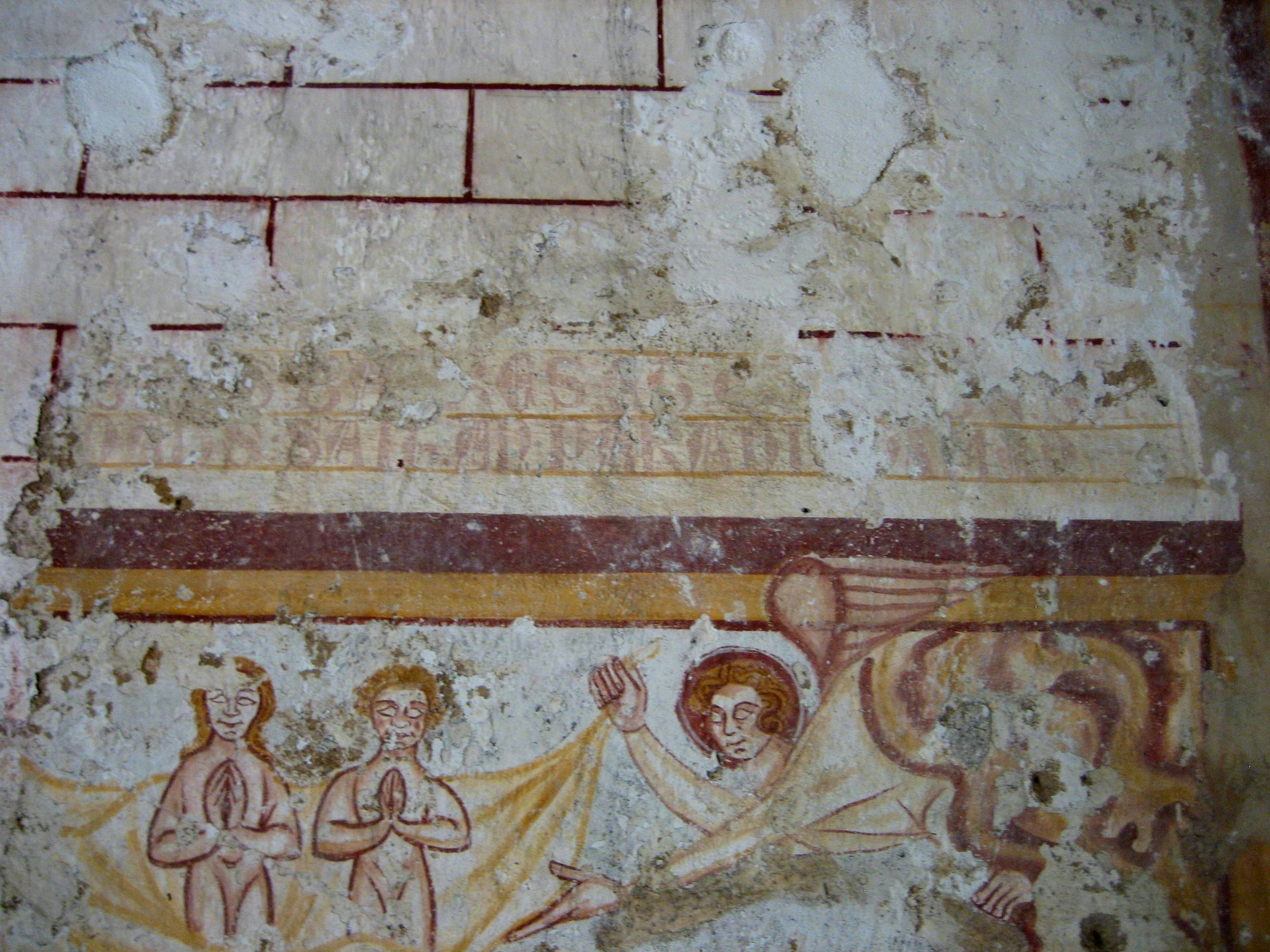
Les âmes emportées. Au-dessus, on peut voir « Paradis ».
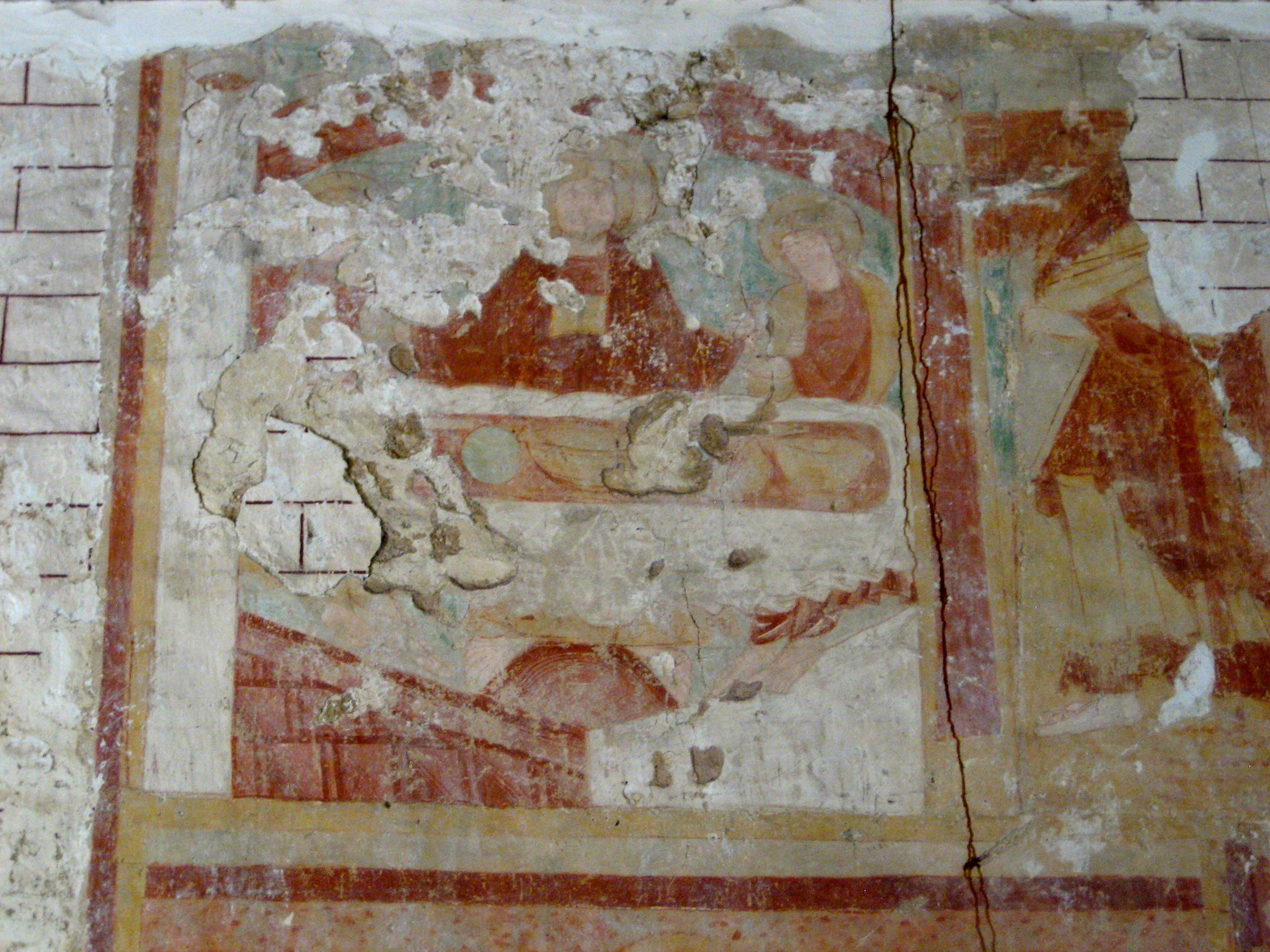
Un repas.
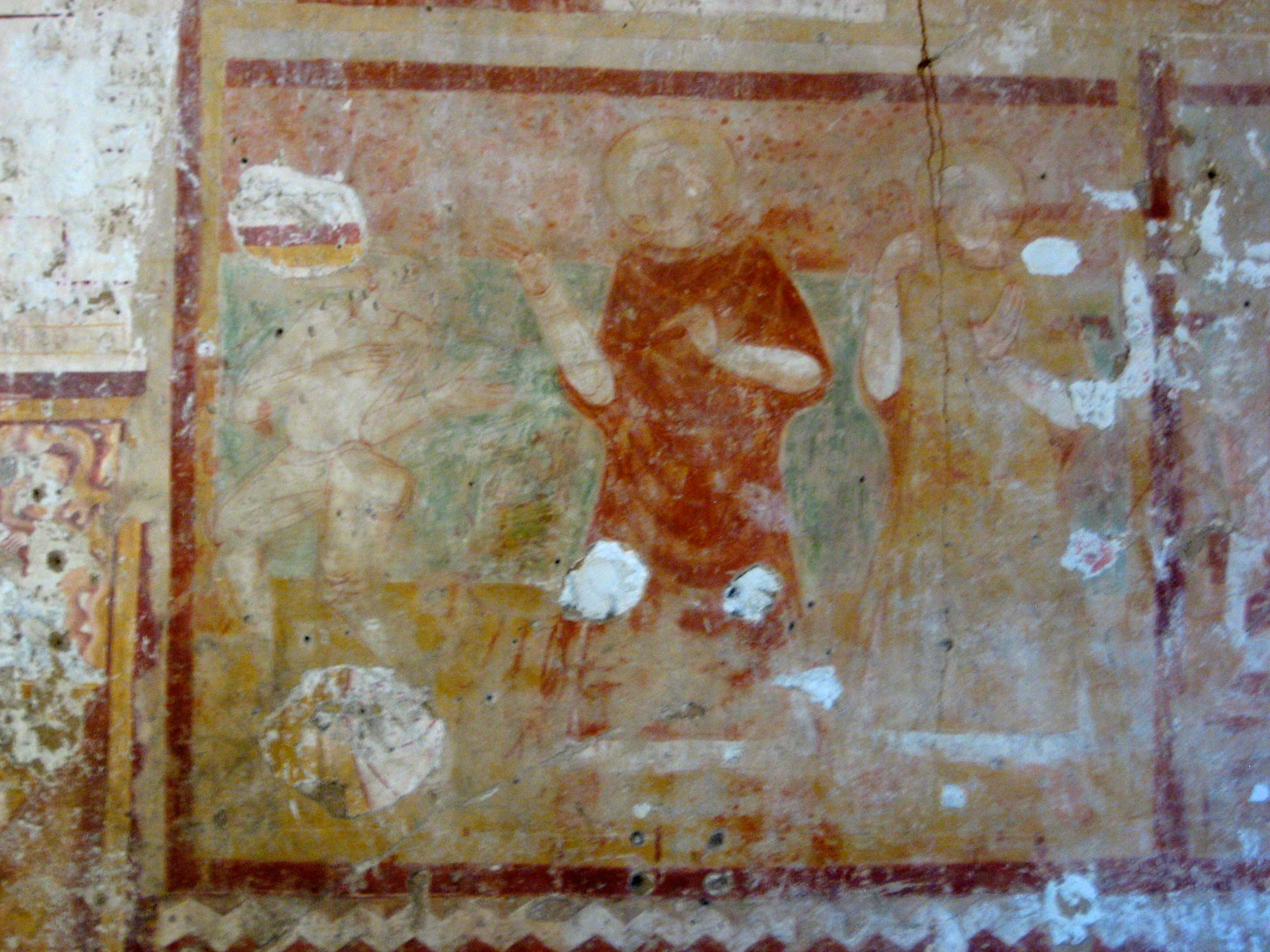
Le Christ entre deux personnages. La rencontre sur le chemin d'Emmaüs ?
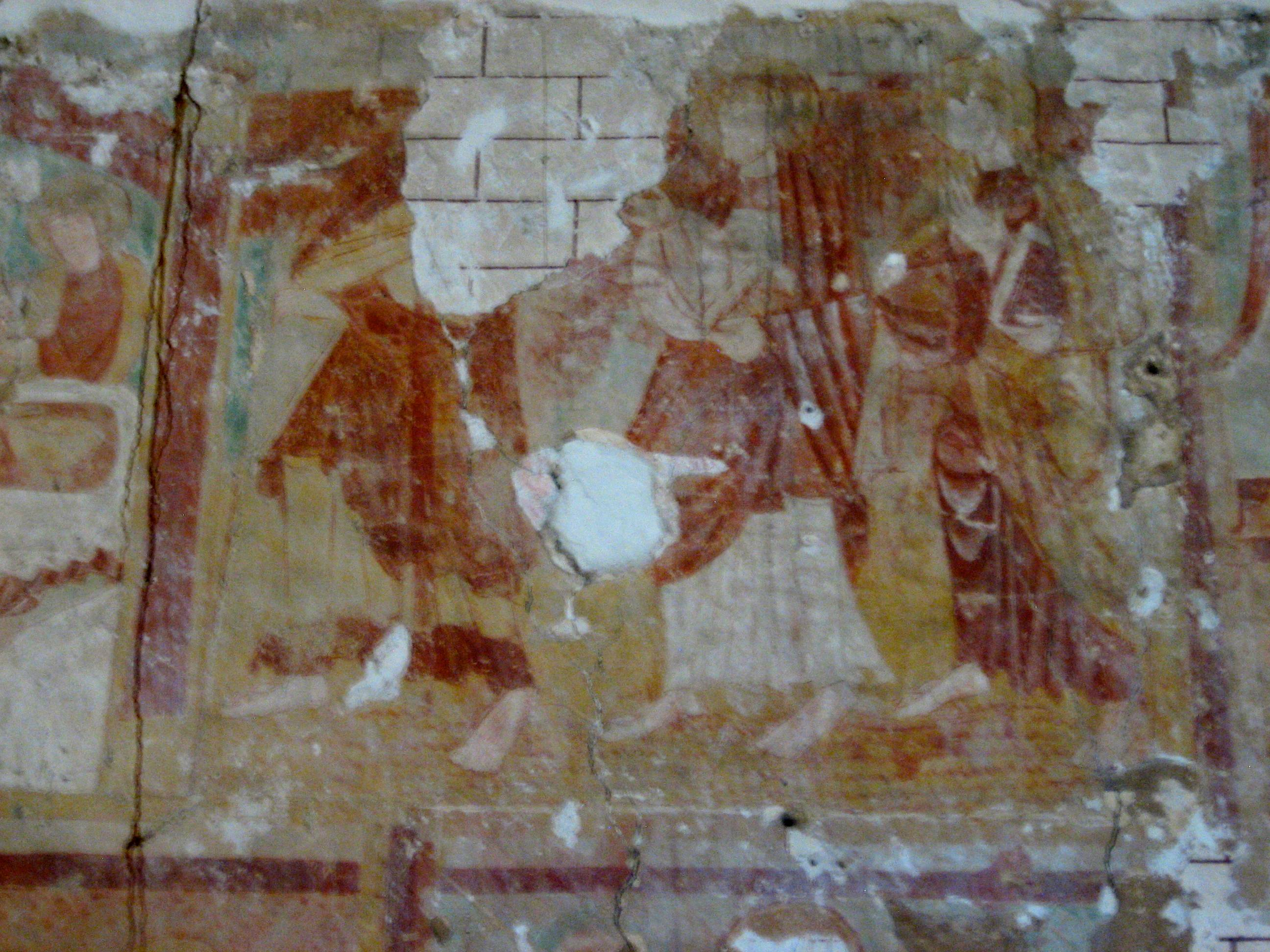
Trois personnages dans des vêtements drapés.
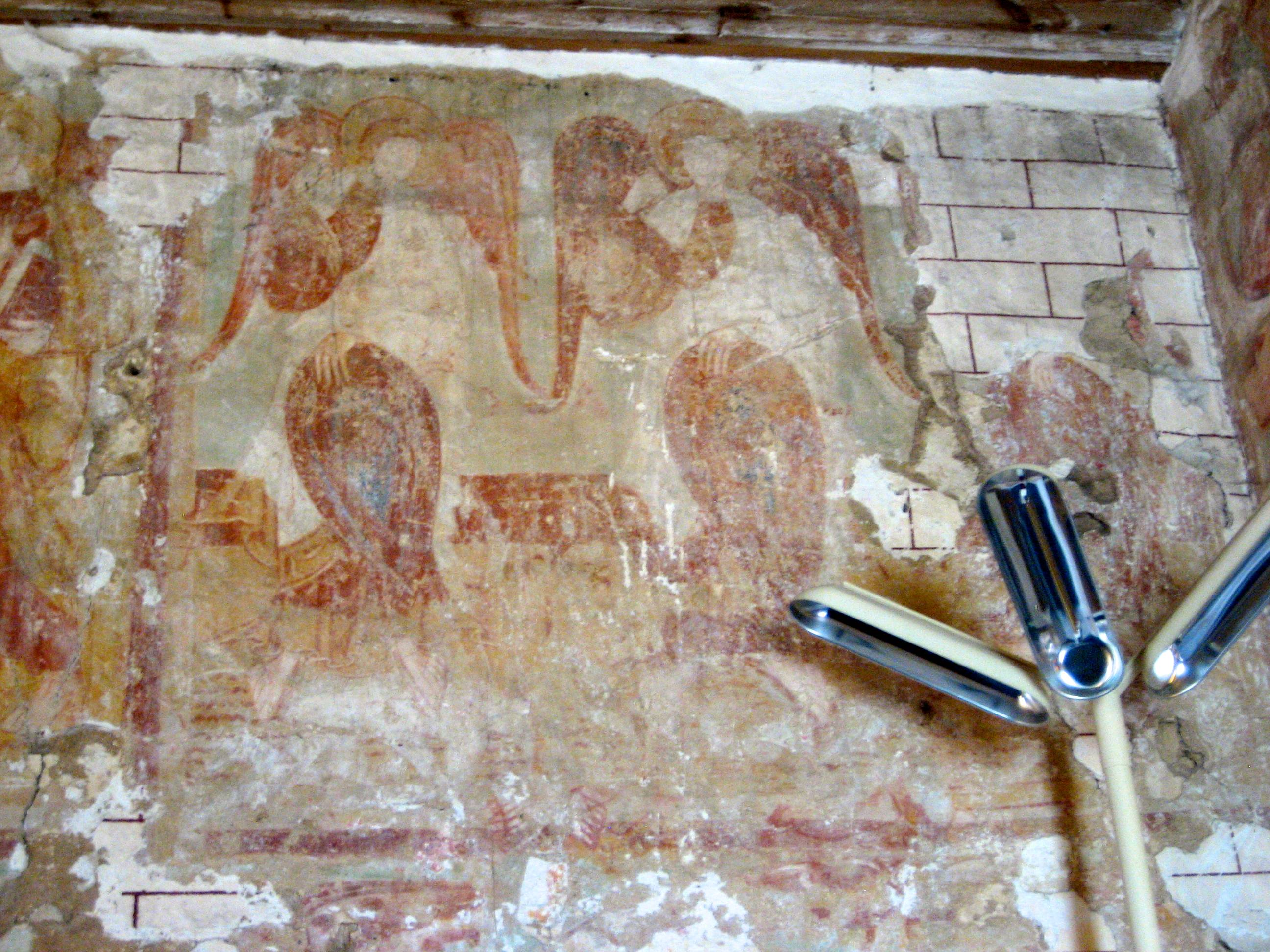
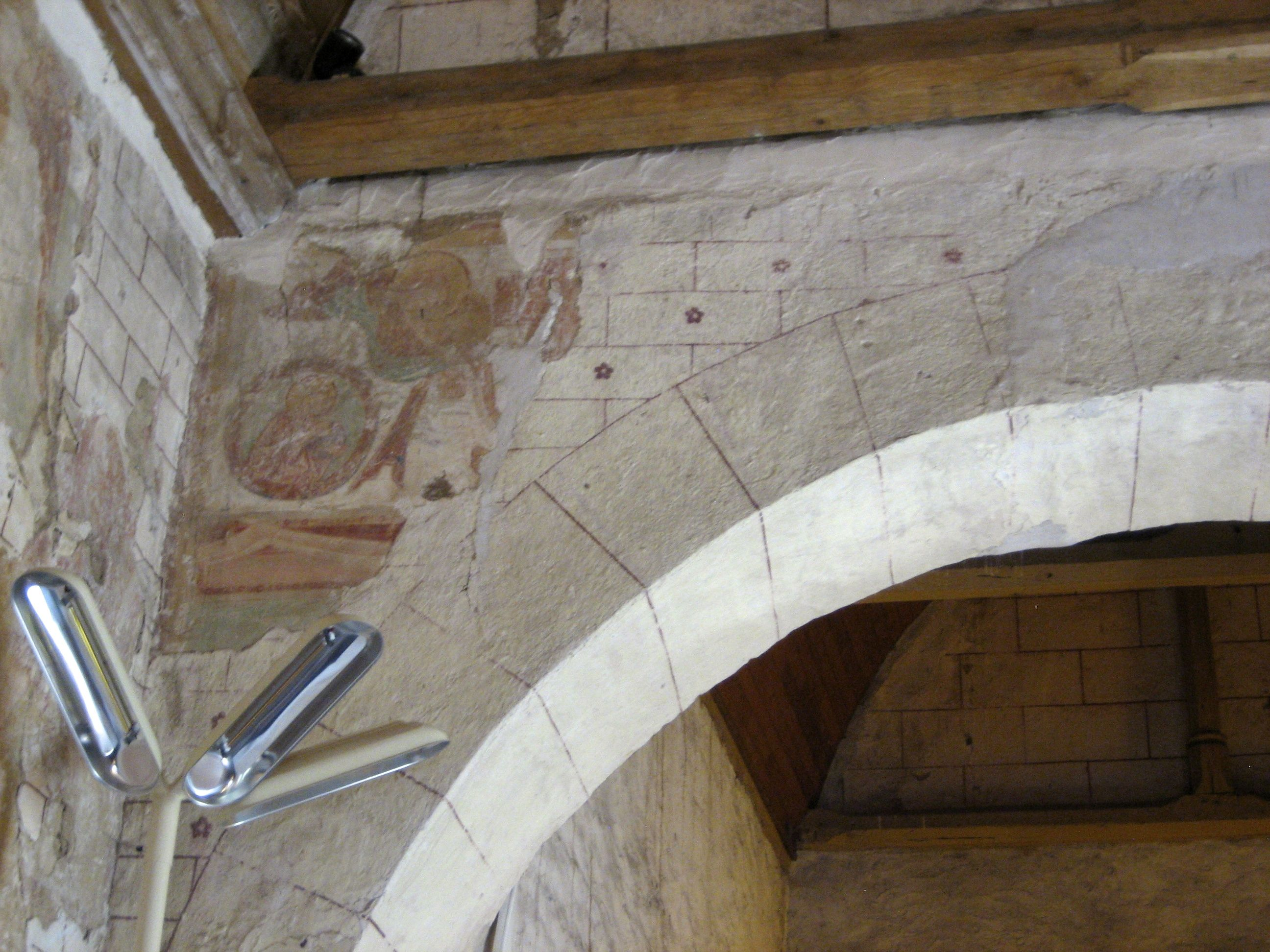
Fragment d'une crucifixion ?